# ミッドウェイ (2019年の映画)
『ミッドウェイ』（原題：Midway）は、2019年制作のアメリカ合衆国の戦争映画。
太平洋戦争中の1942年にミッドウェー島付近で行われたミッドウェー海戦を題材にした映画。ローランド・エメリッヒ監督。

## あらすじ
1937年12 月、東京駐在のアメリカ海軍武官・情報将校エドウィン・T・レイトン少佐は、日本側主催の公式レセプションで、山本五十六大将から、日本は石油の80%を輸入に頼っていることから、もしアメリカが日本への石油供給を断ったら日本は戦争をするしかなくなる、日本を追い詰めるな、と警告を受ける。
日本への石油禁輸という米国の措置を受けて、1941年12月7日、日本は真珠湾を奇襲攻撃し、米国を第二次世界大戦に参戦させる。これに対し、海軍飛行士リチャード・“ディック”・ベスト中尉と航空母艦エンタープライズの機動部隊は日本の機動部隊を発見出来なかった。戦艦アリゾナに乗務していたベストの親友は戦死する。新たに太平洋艦隊司令長官に任命されたチェスター・ニミッツは、日本軍の攻撃を防げなかったことの責任を感じ実戦部隊への転属を申し出たレイトンに引き続き情報分析を担当させる。
山本五十六提督は山口多聞少将の賛成を得て、空母4隻を使ってミッドウェー島に侵攻するという大胆な計画を提案するが、陸軍はそれを拒否する。1942年2月、空母エンタープライズはマーシャル諸島を空襲。同年4月、ジミー・ドゥーリトル中佐の東京空襲後、山本、山口及び南雲忠一中将はミッドウェー攻撃作戦の裁可を得る。
珊瑚海海戦後の5月、レイトンはジョゼフ・ロシュフォールと彼の暗号チームと共に、「AF」としてのみ識別される目標に対する作戦に関する日本の電文を傍受した。 レイトンと彼のチームは「AF」がミッドウェー環礁であると考えるが、軍中央はそれが南太平洋の目標であると考える。チェスター・W・ニミッツ提督も推定しかねている。自分たちの正しさを証明するために、レイトンはミッドウェイに、真水が不足しているという暗号化されていない電文を送信させる。日本軍がこれを傍受し、「AF」での水不足に関する電文を発信し、米国側はそれを傍受し、「AF」が確かにミッドウェーであることを確認する。
ニミッツは日本側に奇襲攻撃を仕掛けようと、空母ホーネットとエンタープライズを珊瑚海から呼び戻すよう命令し、損傷した空母ヨークタウンを72時間以内に戦闘可能に修理するよう指示する。ハルゼーは帯状疱疹のため陸上休暇となり、一時的にレイモンド・A・スプルーアンス提督が引き継ぐ。
6月4日、日本軍はミッドウェー島を空襲する。アメリカのミッドウェイ島配備機による日本空母への攻撃の最初の試みは失敗に終わる。しかし、撃墜されたアメリカの爆撃機が、恐らくは体当たり攻撃として、日本の空母「赤城」の艦橋をもう少しのところで外した時、南雲は動揺する。潜水艦ノーチラスは日本の艦隊を攻撃しようとするが、日本の駆逐艦「嵐」によって追い払われる。アメリカの飛行隊も日本艦隊を攻撃するが、なかなか上手くいかず、しかし、日本軍の反攻は遅れることとなる。空から駆逐艦嵐を発見したウェイド・マクラスキーは、嵐が日本艦隊主力に急いで戻っている最中だと正しく推測し、自分の飛行隊に嵐を追跡するよう指示する。前回のアメリカ側の攻撃により日本の艦上哨戒が手薄になっていることを知った急降下爆撃隊は、日本の空母「赤城」、「加賀」、「蒼龍」に数発の爆弾を命中させ、火災と爆発を発生させ、3隻全てを運用不能にした。衝撃を受けた南雲は、旗艦を変えるために赤城を去る。唯一無傷で残った空母「飛龍」にいる山口多聞は攻撃を開始し、ヨークタウンを大破し、それを受けてアメリカ側はエンタープライズとホーネットから残りの航空機を出撃させる。ベスト率いる飛行隊は飛龍に大損害を与える。山口提督は加来艦長と共に飛龍に残ることに決め、その後、飛龍は日本の駆逐艦の魚雷で沈没する。
山本は撤収を命令する。真珠湾でロシュフォールは日本軍の撤退命令を傍受し、レイトンに伝え、レイトンはニミッツに知らせる。ハワイの米太平洋艦隊司令部は日本側の無線を傍受して、初めて自分たちが勝ったことを知った。ベストは攻撃中に欠陥のある呼吸器を使用したために肺に問題を抱え海軍を除隊し、妻と娘のいる家に戻ることに決める。

## キャスト

### アメリカ軍
| 役名                           | 俳優                       | 日本語吹替 | 備考                                                                 |
| ------------------------------ | -------------------------- | ---------- | -------------------------------------------------------------------- |
| ディック・ベスト大尉           | エド・スクライン           | 加瀬康之   | 第6爆撃中隊長                                                        |
| エドウィン・レイトン少佐       | パトリック・ウィルソン     | 咲野俊介   | 太平洋艦隊情報主任参謀                                               |
| ウェイド・マクラスキー少佐     | ルーク・エヴァンズ         | 桐本拓哉   | 第6空母航空団司令                                                    |
| ジミー・ドゥーリトル中佐       | アーロン・エッカート       | 志村知幸   | 陸軍航空軍                                                           |
| ブルーノ・ガイド兵曹           | ニック・ジョナス           | 奈良徹     |                                                                      |
| チェスター・ニミッツ大将       | ウディ・ハレルソン         | 内田直哉   | 太平洋艦隊司令長官                                                   |
| ウィリアム・ハルゼー中将       | デニス・クエイド           | 菅生隆之   | 第16任務部隊司令官                                                   |
| ユージン・リンゼイ少佐         | ダレン・クリス             | 最上嗣生   |                                                                      |
| レイモンド・スプルーアンス少将 | ジェイク・ウェバー         |            |                                                                      |
| ジョセフ・ロシュフォート中佐   | ブレナン・ブラウン         | 白熊寛嗣   |                                                                      |
| ロイ・ピアース大尉             | アレクサンダー・ルドウィグ | 川田紳司   |                                                                      |
| ハズバンド・キンメル大将       | デヴィッド・ヒューレット   | 野川雅史   | 太平洋艦隊司令長官。真珠湾での太平洋艦隊壊滅の責任を取り更迭される。 |
| アーネスト・キング大将         | マーク・ロルストン         |            | 海軍作戦部長                                                         |
| クラレンス・ディキンソン大尉   | ルーク・クラインタンク     | 上田燿司   |                                                                      |
| ジョン・フォード               | ジェフリー・ブレイク       |            | 映画監督。代表作に『駅馬車』等。                                     |

### 日本軍
| 役名           | 俳優                         | 備考                 |
| -------------- | ---------------------------- | -------------------- |
| 山本五十六大将 | 豊川悦司                     | 連合艦隊司令長官     |
| 山口多聞少将   | 浅野忠信                     | 第二航空戦隊司令官   |
| 南雲忠一中将   | 國村隼                       | 第一航空艦隊司令長官 |
| 加来止男大佐   | 嶋本叙也（ノブヤ・シマモト） | 空母飛龍艦長         |
| 源田実中佐     | ピーター・シンコダ           | 第一航空艦隊航空参謀 |
| 赤城通信員     | ケイシー・ライン・メイザック |                      |
| 藤田勇中佐     | ヒロ・カナガワ               | 巻雲艦長             |
| 諸石高大尉     | ケン・タキカワ               | 巻雲水雷長           |
| 東條英機       | ヒロモト・イダ               | 内閣総理大臣         |
| 昭和天皇       | ヒロアキ・シンタニ           | 第124代天皇          |
| 青年将校       | 加藤龍太                     |                      |

### その他
| 役名                     | 俳優                             | 日本語吹替 | 備考                       |
| ------------------------ | -------------------------------- | ---------- | -------------------------- |
| アン・ベスト             | マンディ・ムーア                 | 清水はる香 | ディック・ベストの妻       |
| ダグネ・レイトン         | レイチェル・ペレス・フォスケット | 種市桃子   | エドウィン・レイトンの妻   |
| ジャック・マッケンジー   | ディーン・シャーラー             |            | フォードの撮影技師         |
| ミリセント・マクラスキー | クリスティー・ブルック           | 櫻庭有紗   | ウェイド・マクラスキーの妻 |

## 製作
エメリッヒはコロンビア・トライスターと独占契約を結んでいた1990年代に、製作費が1億2,500万ドルに上る本作を企画。しかし親会社であるソニーの支社からは承認を得られず、エメリッヒのプロダクションである、セントロポリス・エンターテインメントが独自製作するインディペンデント映画として資金を集めることになった。それは各国に配給権を先行販売する方法で、7,600万ドルが調達された。またセントロポリスに資金提供を行うスターライト・グループ（星光）を始め、中国の投資家から2,400万ドルを調達し、合わせた1億ドルで、製作費が最も高額なインディペンデント映画の一つとなった。それでも当初想定していた予算より2,500万ドル足りなかったことから、予定していた戦闘シーンの削減を余儀なくされた。ポストプロダクションはエメリッヒの2人の友人がそれぞれ経営するドイツの視覚効果会社、ピクソモンドとスキャンラインVFXが数百に及ぶ戦闘シーンを手掛けた。
日本から山本五十六役の豊川悦司を始め、浅野忠信、國村隼が出演しており、撮影の終わり3週間を、まるで日本映画を撮っているようだったと語るエメリッヒは、試写で初めて日本側のパートを見たアメリカ側の出演者も感心した様子で、日本人俳優を絶賛する声が聞かれたと振り返っている。

## 評価
本作は批評家からの賛否両論があった。
映画批評集積サイトのRotten Tomatoesには141件のレビューがあり、支持率48％、平均点は10点満点で5.23点となっている。サイト側による批評家の見解の要約は「『ミッドウェー』は現代の特殊効果によりバランスのとれた視点で有名な物語を再訪するが、その脚本は褒められたものではない。」となっている。
Metacriticには28件のレビューがあり、加重平均値は47/100となっている。

## 史実再現性
日本海軍の艦船については、戦艦大和をはじめ、空母赤城、飛龍など、機動部隊に随伴する多数の大小艦艇が登場し、対空機銃の形状にいたるまで、そのほとんどがよく再現されている（しかし、飛龍の艦橋形状などに多少の誤りは見られる）。空母加賀のみ、飛行甲板に日の丸がマーキングされていなかったり、艦橋が左舷にあったりと、実物とは決定的に異なる描写が見られる。（実際の加賀の艦橋は右舷にある）また、遠景のみが登場する空母蒼龍は、飛龍と同型になっているのか、船体のほぼ中央に艦橋が配置されている（実際の蒼龍は右舷の艦首よりに艦橋が配置されている）。
また本作では、米航空部隊が急降下爆撃で日本空母を仕留めたことについて、実際には当時の米軍パイロットの技量は拙劣で、緩降下爆撃しかできなかったという一部書籍の指摘があるが、戦前から急降下爆撃を研究して1919年に初めて急降下爆撃を実現したのはアメリカ陸軍航空隊であり、実戦においても急降下爆撃が実施されている。
アメリカ側の評価では、NHHC(Naval History and Heritage Command)部長で元海軍少将のサミュエル・J・コックス、軍事評論家、歴史家からは過去の『ミッドウェイ』(1976)や『パールハーバー』(2001)と比較して現実的に正確であろうとしていると評価されている。
しかし、一方ではエピソードの「ハリウッド化」も指摘されている。マーシャル群島空襲時における被弾した九六式陸上攻撃機の突入を、駐機されていたドーントレスの後部機銃で防いだ整備士ブルーノ・ガイド兵曹のエピソードは、撃退後のブルーノの行動が映画の姿とは異なる。サミュエル・J・コックスの指摘を紹介するUSAトゥデイによれば、ブルーノは自らの英雄的行動によってむしろ除隊できなくなることを恐れ、そのために名乗り出ることなく隠れていた。しかし、結局は発覚してハルゼーの元に連れて行かれ、昇進させられている。

## 関連作品
- ミッドウェイ (1976年の映画)
- トラ・トラ・トラ! - 真珠湾攻撃を描いた日米合作映画。
- ハワイ・マレー沖海戦 - 戦時中に公開された日本の戦争映画。海軍省全面協力の下に製作され、艦艇や航空機等は実物が多数登場する。
- パール・ハーバー ‐ 真珠湾攻撃から東京初空襲までを描いた作品。公開当時、CGを駆使した迫力の映像が話題となったが、時代考証の杜撰さのために評価は芳しくない。